# Francesco Speroni
Francesco Enrico Speroni (ur. 4 października 1946 w Busto Arsizio) – włoski polityk, poseł do Parlamentu Europejskiego, były minister.

## Życiorys
Ukończył studia z zakresu nauk politycznych (w 1975) i prawa (w 1999). Od lat 70. pracował jako mechanik pokładowy, udzielał się także w organizacjach zawodowych (m.in. jako przewodniczący Stowarzyszenia Mechaników Pokładowych w latach 1980-1981).
Od 1986 zasiadał w samorządzie jako radny gminy Albizzate, następnie gmin Samarate i Busto Arsizio (od 1993 jako przewodniczący rady). Był też radnym regionu Lombardia. Zaangażował się w działalność polityczną Ligi Lombardzkiej (kierował tym ugrupowaniem od 1990 do 1994), a także federacyjnej Ligi Północnej.
Od 1989 do 1994 zasiadał po raz pierwszy w Parlamencie Europejskim. W pierwszym rządzie Silvia Berlusconiego zajmował stanowisko ministra odpowiedzialnego za reformy instytucjonalne (1994-1995). W latach 1992–1999 zasiadał we włoskim Senacie XI, XII i XIII kadencji. Od 1994 do 1995 (jako zastępca delegata) i od 1995 do 2000 (jako delegat) reprezentował krajowy parlament w Zgromadzeniu Parlamentarnym Rady Europy.
W 1999 i 2004 był ponownie wybierany z ramienia Ligi Północnej do Parlamentu Europejskiego. Należał do grupy Unii na rzecz Europy Narodów. Był wiceprzewodniczącym Komisji Prawnej PE. W 2009 uzyskał reelekcję, został współprzewodniczącym nowej frakcji pod nazwą Europa na rzecz Wolności i Demokracji.